# Una donna due donne un certo numero di donne
Una donna due donne un certo numero di donne è un album di Ombretta Colli, pubblicato nel 1975.

## Tracce
1. Articolo 29 della Costituzione
2. Non c'è nessuna differenza
3. Non sono ancora una donna
4. Ah, la mama
5. La favola di Maria
6. Io mi annoio
7. Le torture
8. Per piacere di più al lui del momento
9. La creazione della donna
10. Una pillola
11. Un certo numero di donne
12. Si, lo so che è quasi tutto
13. Un'amica
14. Stornelli sul lavoro
15. Il mio corpo
16. Spogliami
17. Amore, ti amo...
18. E poi hai anche il coraggio di chiamarlo amore
19. Vado via